# Józef Kramsztyk
Józef Kramsztyk (ur. 1890, zm. 1932) – polski fizyk i tłumacz pochodzenia żydowskiego. Przetłumaczył m.in. Dziadka do orzechów E.T.A. Hoffmanna i dwa pierwsze tomy Czarodziejskiej góry Thomasa Manna. Przyjaźnił się z członkami grupy poetyckiej Skamander..
Bohater książki Krzysztofa Prochaski Józef Kramsztyk. Pasjans rodzinny, towarzyski, literacki i naukowy. Wymieniany także we wspomnieniach Antoniego Słonimskiego i Juliana Tuwima.

## Tłumaczenia
- 1925 – Paciorki (Anna Achmatowa)
- 1926 – Opowieści (E.T.A. Hoffmann)
- 1930 – Czarodziejska góra tom I i II (Thomas Mann)